# Firebird (álbum)
Firebird é o sexto álbum de estúdio da cantora australiana Natalie Imbruglia, lançado em 2021.
Produzido por Natalie com o duo MyRiot, o álbum possui colaborações de KT Tunstall, Albert Hammond Jr da banda The Strokes e Romeo Stodart da banda The Magic Numbers.

## Composição
Segundo entrevista à revista australiana Grazia, em janeiro de 2012, Natalie esteve a compor na época com Dolly Parton, conhecida cantautora country americana, que escreveu "I Will Always Love You" de Whitney Houston. No entanto, após isto, Imbruglia revelou ter enfrentado um longo período de bloqueio criativo, que durou cerca de cinco anos. Desta forma, o álbum Firebird começou a ser composto apenas no verão de 2018, em uma estadia da artista em Nashville, nos Estados Unidos.
Natalie disse, em uma de suas entrevistas, que foram 10 dias de intensas sessões de composição na cidade americana, que resultaram em diversas canções, entre elas "When You Love Too Much", a primeira a ser incluída no álbum. "Ela meio que foi o início de um fluxo criativo e o álbum simplesmente fluiu após isto", revelou. "Invisible Things" foi outras das faixas resultantes destas sessões.
No ano seguinte, outras músicas foram compostas no Reino Unido, incluindo "Build It Better", coescrita com Fiona Bevan e Luke Fitton. Em dezembro, em uma viagem para o Natal na Austrália, Imbruglia recebeu a visita de Albert Hammond Jr. e do produtor Gus Oberg. Em sessões nos estúdios Rockinghorse, em Byron Bay, várias músicas foram compostas, entre elas "Maybe It's Great", lançada posteriormente como segundo single do álbum. "Albert sempre me pedia para escrevermos uma canção juntos, mas eu nunca havia aceitado a proposta por medo de meu bloqueio criativo", explica a artista.
Já em 2020, no Reino Unido, Imbruglia trabalhou com diversos outros compositores, entre eles Romeo Stodart, com quem escreveu três das faixas do disco, entre elas "Firebird", que dá nome ao álbum. Imbruglia revelou que essa foi a última canção a ser composta para este novo trabalho, já na sua fase de pós-produção.
Fazer este álbum foi uma experiência profunda e satisfatória. A cada sessão e a cada novo colaborador, comecei a ganhar confiança, reencontrar minha voz e criar o som e o estilo que pareciam autênticos para mim. É um privilégio trabalhar com tantos talentos nele.— Natalie Imbruglia (2021)

## Gravação
Em novembro de 2018, Imbruglia revelou estar em estúdio compondo novas canções, para seu próximo álbum, o primeiro com músicas inéditas desde Come To Life (2009).
Em julho de 2019, Natalie assinou contrato com a BMG, sua primeira gravadora, para lançamento do novo trabalho. Ela também revelou estar grávida, esperando seu primeiro filho.
Durante todo o ano de 2020, Natalie esteve dedicada à maternidade e à gravação de seu novo álbum, gravado parte em seu estúdio em casa. Em outubro, o lançamento do novo trabalho foi confirmado pelo presidente da BMG, Alistair Norbury, para o ano de 2021.

## Lançamento
Em junho de 2021, a cantora revelou ter gravado o clipe de seu novo single. "Build It Better" foi lançado em 18 de junho, sendo a primeira música inédita da australiana em 6 anos, antecipando o lançamento do álbum Firebird, realizado em setembro.
Natalie ainda lançou os singles "Maybe It's Great" e "On My Way" para promoção do álbum. Em 19 de setembro, ela apresentou estas e outras novas canções em um show em Kingston, no Reino Unido, o seu primeiro concerto em 3 anos.

## Recepção pela crítica
| Críticas profissionais | Críticas profissionais |
| Avaliações da crítica  | Avaliações da crítica  |
| Fonte                  | Avaliação              |
| ---------------------- | ---------------------- |
| Albumism link          | 5 de 5 estrelas.       |
| AllMusic link          | 3.5 de 5 estrelas.     |
| The Guardian link      | 3 de 5 estrelas.       |

O álbum recebeu, no geral, críticas positivas da imprensa internacional especializada.
Shaad D'Souza, do jornal britânico The Guardian, afirmou que o álbum é "deliciosamente descarregado: um sobrevoo despreocupado de faixas pop e rock que reestabelece o fato de que, no seu melhor, Imbruglia é uma hábil letrista e uma incisiva, sagaz compositora de sucessos".

## Faixas
| Versão internacional |                          |                                             |         |  |
| N.º                  | Título                   | Compositor(es)                              | Duração |  |
| 1.                   | "Build It Better"        | Natalie Imbruglia Fiona Bevan Luke Fitton   | 3:23    |  |
| 2.                   | "Nothing Missing"        | Imbruglia KT Tunstall Roy Kerr Tim Bran     | 3:14    |  |
| 3.                   | "What It Feels Like"     | Imbruglia Chiara Hunter Fitton              | 3:53    |  |
| 4.                   | "On My Way"              | Imbruglia Francis White                     | 3:36    |  |
| 5.                   | "Maybe It's Great"       | Imbruglia Albert Hammond Jr. Erik Gus Oberg | 3:54    |  |
| 6.                   | "Just Like Old Times"    | Imbruglia Fitton Rachel Furner              | 3:39    |  |
| 7.                   | "When You Love Too Much" | Imbruglia Caroline Watkins                  | 3:07    |  |
| 8.                   | "Not Sorry"              | Imbruglia White                             | 3:11    |  |
| 9.                   | "Human Touch"            | Imbruglia Romeo Stodart                     | 4:16    |  |
| 10.                  | "Change of Heart"        | Imbruglia Jim Duguid Stodart                | 3:47    |  |
| 11.                  | "Invisible Things"       | Imbruglia Andrew DeRoberts Josie Dunne      | 3:14    |  |
| 12.                  | "Dive to the Deep"       | Imbruglia Amit Ofir Caroline Brooks         | 3:54    |  |
| 13.                  | "River"                  | Imbruglia Bevan                             | 4:04    |  |
| 14.                  | "Firebird"               | Imbruglia Stodart                           | 4:55    |  |
| Duração total:       | Duração total:           | Duração total:                              | 52:07   |  |

## Paradas musicais
O álbum teve seu melhor desempenho comercial no Reino Unido, onde atingiu o Top 10 das paradas. Na Austrália e no Chile, permaneceu por 2 dias consecutivos como o mais vendido na iTunes Store, marcando o primeiro #1 da cantora em vendas digitais. No Brasil, o álbum chegou à posição #11 dos mais vendidos, no dia seguinte ao lançamento.
| Parada semanal (2021)                | Posição |
| ------------------------------------ | ------- |
| Austrália (ARIA)                     | 30      |
| Austrália (ARIA Australian Albums)   | 7       |
| Austrália (Independent Label Albums) | 3       |
| Bélgica (Ultratop Albums Valônia)    | 54      |
| Escócia (Official Scottish Albums)   | 3       |
| Suíça (Schweizer Hitparade)          | 69      |
| Reino Unido (UK Albums Chart)        | 10      |

| Reino Unido (UK Music Charts) | Posição |
| ----------------------------- | ------- |
| UK Independent Albums Chart   | 2       |
| UK Albums Sales Chart         | 3       |
| UK Physical Albums Chart      | 3       |
| UK Album Downloads Chart      | 4       |
| UK Albums Chart Update        | 4       |
| UK Record Store Chart         | 9       |
| UK Official Albums Chart      | 10      |
| UK Vinyl Albums Chart         | 20      |